# Erich Kiesl
Erich Kiesl (* 26. Februar 1930 in Pfarrkirchen; † 4. Juli 2013 in München)  war ein deutscher Politiker der CSU. Er war von 1978 bis 1984 Oberbürgermeister von München.

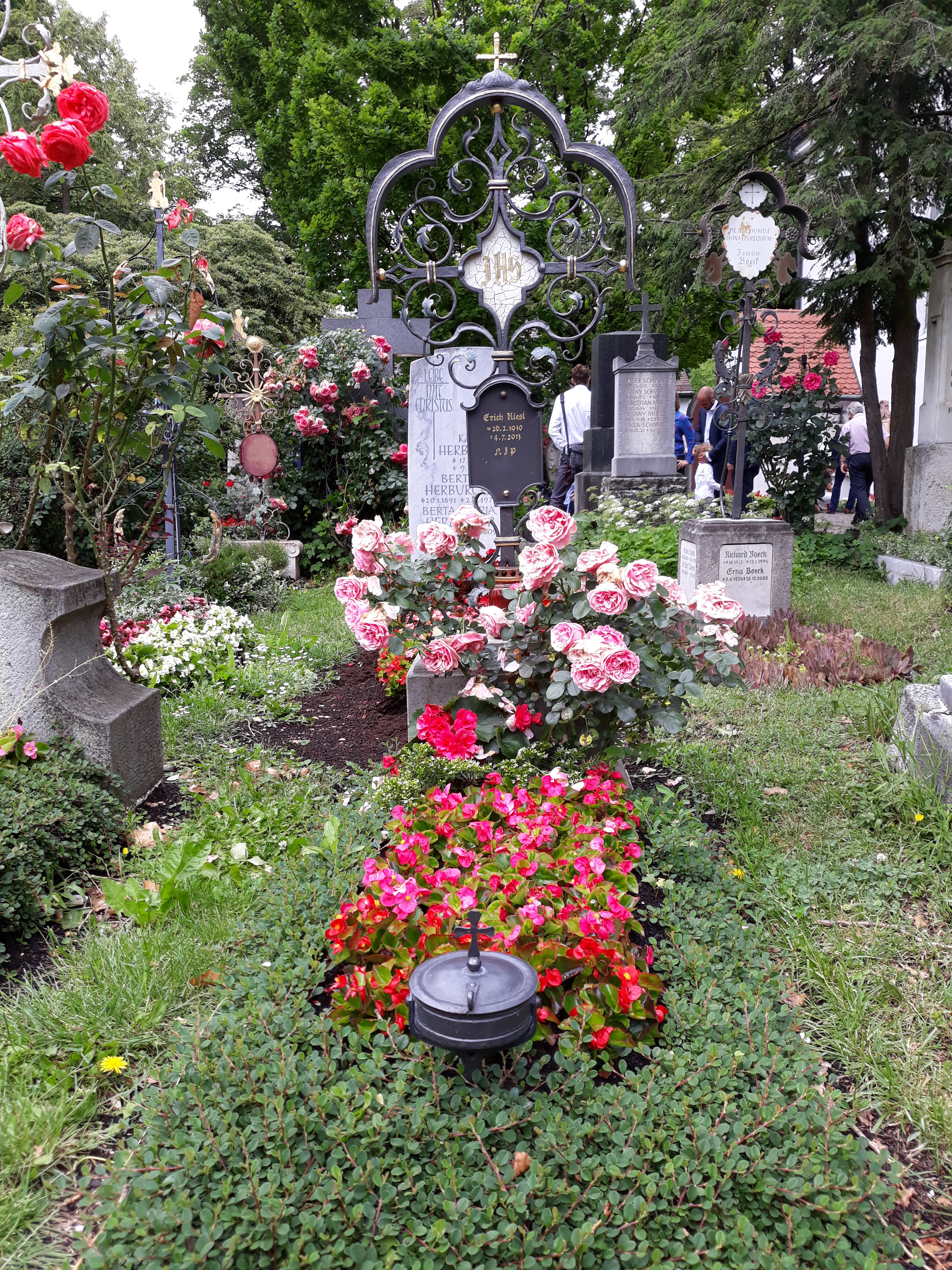
Das Grab von Erich Kiesl, Bogenhausener Friedhof, München.

## Leben

### Der Aufstieg
Der Sohn eines Postsekretärs studierte ab 1949 an der Hochschule für Philosophie München, die sich in der Trägerschaft der Jesuiten befindet. Einer seiner Kommilitonen war dort der spätere CDU-Generalsekretär Heiner Geißler. 1953 wechselte Kiesl an die Ludwig-Maximilians-Universität München zum Studium der Rechtswissenschaften. Nach kurzer Tätigkeit in einem Wirtschaftsverband trat er 1960 in den Staatsdienst ein. Er arbeitete zunächst bei der Bayerischen Finanzverwaltung als Sachgebietsleiter in mehreren Finanzämtern, von 1963 bis 1966 beim Bundesfinanzhof in München und von 1967 bis 1970 im Bayerischen Finanzministerium als Referent für Verwaltungsvereinfachung.
1960 trat Kiesl in die CSU ein und wurde 1969 auf Vorschlag von Franz Josef Strauß zum Bezirksvorsitzenden der Münchner CSU gekürt. Unter Kiesls Ägide verdreifachte sich der Mitgliederstand der CSU bis 1978 auf 12.000. Kiesl riskierte einen Konflikt mit Strauß, als er eine „liberale Öffnung“ für die Münchner CSU verkündete. Seine Strategie war erfolgreich: 1974 gewann die CSU alle elf Münchner Landtagsmandate. Er selbst wurde am 20. November 1966 und am 27. Oktober 1974 in den Bayerischen Landtag gewählt.
Von 1970 bis 1978 war Kiesl, den die Presse wegen seiner Vorliebe für Flüge im Diensthubschrauber in diesen Jahren gelegentlich auch „Propeller-Erich“ titulierte, Staatssekretär im Bayerischen Innenministerium und war eigentlich als Nachfolger des bayerischen Innenministers Bruno Merk im Gespräch. Stattdessen ließ er sich Ende 1976 für die erst anderthalb Jahre später anstehende Oberbürgermeisterwahl im seit 1948 ununterbrochen sozialdemokratisch regierten München nominieren. Es wurde der aufwendigste und längste OB-Wahlkampf in Münchens Geschichte. Erich Kiesl profitierte von der desolaten Situation der Münchner SPD Ende der 1970er Jahre, die sich in Flügelkämpfen aufgerieben hatte. Georg Kronawitter, SPD-Oberbürgermeister seit 1972, wollte nicht mehr antreten und überließ die Kandidatur seinem innerparteilichen Rivalen Max von Heckel, damals Münchner Stadtkämmerer. Am 5. März 1978 wurde Erich Kiesl mit 51,4 Prozent der Wählerstimmen zum Münchner Stadtoberhaupt gewählt. Das Hamburger Wochenblatt Die Zeit titelte bewundernd Erich Kiesl – flink wie ein Wiesel und schrieb „Ein Traumergebnis für die CSU beendet 30 Jahre SPD-Herrschaft im Rathaus am Marienplatz“.

### An Münchens Stadtspitze
Seine ersten sicherheitspolitischen Maßnahmen riefen in der liberalen Presse bundesweit einige Verwunderung hervor. Erich Kiesl beschäftigte die Polizei der bayerischen Landeshauptstadt eine ganze Weile damit, Straßenmusiker, Pflasterkünstler und Bettler aus Münchens Fußgängerzone handgreiflich zu entfernen. Später sorgte er sich auch um den moralischen Zustand der Isar-Metropole und ließ die innenstädtische Prostitution an den Stadtrand abschieben. Die lokale Band Spider Murphy Gang veröffentlichte daraufhin den Nr.-1-Hit Skandal im Sperrbezirk: „In München steht ein Hofbräuhaus/ doch Freudenhäuser müssen raus/ damit in dieser schönen Stadt/ das Laster keine Chance hat“, textete Günther Sigl Ende 1981. Die Medien sahen in diesen Eigenwilligkeiten einen Widerspruch zum kosmopolitischen Image der „Weltstadt mit Herz“. Solche Vorgänge trugen dem gebürtigen Niederbayern ob seiner ländlich-sittlichen Ausstrahlung den Beinamen „der Wolpertinger“, nach dem wunderlichen bajuwarischen Fabeltier, ein.
Am 25. April 1979 umriss Kiesl einen Schwerpunkt seiner Politik als den Versuch, „in Zusammenarbeit mit der freien Wirtschaft die Voraussetzungen zu schaffen, die es dem Wohnungsmarkt ermöglichen, in allen Bereichen eine den Ansprüchen und Bedürfnissen entsprechende Wohnungsversorgung sicherzustellen. Deshalb liegt das Schwergewicht des Programms auf planerischen und bodenpolitischen Maßnahmen.“ Der prunkvolle Ausbau des Rathauses sowie die Erhöhung von Bürgermeistergehältern waren auch in seiner eigenen Partei auf Kritik gestoßen. Eine 33-prozentige Erhöhung der Nahverkehrstarife hatte im Oktober 1979 zu Protesten der Münchner Bevölkerung geführt. Zu seinen Leistungen zählten politische Weggefährten später den Weiterbau des unter seinen Vorgängern Vogel und Kronawitter begründeten U-Bahn-Netzes, die Bewältigung der Abwasserentsorgung und einen zeitweiligen Aufschwung im Wohnungsbau. Von 1981 bis 1984 war Kiesl Vizepräsident des Deutschen Städtetags und von 1982 bis 1984 als erster deutscher Kommunalpolitiker Präsident der Ständigen Konferenz der Gemeinden und Regionen Europas (heute: Kongress der Gemeinden und Regionen des Europarates).

### „Bauland-Affäre“
1981 beschäftigte die sogenannte „Bauland-Affäre“ die Öffentlichkeit. Josef Schörghuber, einem mit Kiesl befreundeten Münchner Unternehmer, und seiner Bayerischen Hausbau wurden ca. 60.000 m² städtischen Grunds in bester Lage deutlich unter Wert verkauft. Ein Gutachten des Bewertungsamtes der Stadt München hatte einen Quadratmeterpreis von 840 DM ermittelt. Tatsächlich wurden die Grundstücke für nur 230 DM pro m² veräußert. Dem Stadtrat war dieses Gutachten verheimlicht worden und die mündlich festgelegte Preisbasis wurde mit den Stimmen von CSU und FDP gebilligt. Als Notar dieses Geschäfts fungierte der CSU-Stadtrat Walter Zöller. Teile des Geländes wurden für einen Nettobaulandpreis von 930 DM pro m² weiterverkauft. Weitere Bodenpreise setzte Schörghuber mit 800 DM pro m² an. Der von Georg Kronawitter als Nachfolger Kiesls ab Mitte der 1980er Jahre angestrengte Rechtsstreit gegen den Verkauf der Grundstücke blieb erfolglos.
Als Verwaltungsreform-Projekt verlagerte Kiesl die Lokalbaukommission und die Abteilung Stadtplanung, wovon er sich eine Beschleunigung der Baugenehmigungsverfahren erwartete. Außerdem widmete sich Kiesl einem beschleunigten Ausbau des Individualverkehrs im Bereich des Mittleren Ringes und des U-Bahn-Netzes zu Lasten der Tram. Des Weiteren verfolgte er den Bau von Berufsbildungszentren, den Ausbau des Klärwerks Gut Marienhof in Dietersheim, die Schaffung neuer kultureller Einrichtungen wie des Kulturzentrums am Gasteig und den Ausbau des Stadtmuseums und des Stadtarchivs.
Es dauerte noch bis 1988, bis die Regierung von Oberbayern bei ihren Untersuchungen zur „Bauland-Affäre“ feststellte, dass es sich um einen „Unterwertverkauf“ gehandelt hatte. Dennoch genehmigte sie dieses Geschäft 1991 nachträglich. Der damals zuständige Innenminister Edmund Stoiber lehnte es ab, seine Behörde anzuweisen, dieses Verfahren nicht zu genehmigen.
In einer Stichwahl gegen seinen Vorgänger Georg Kronawitter wurde Erich Kiesl am 1. April 1984 abgewählt. 41,9 Prozent der Münchner hatten für Kiesl und 58,1 Prozent für Kronawitter votiert, der für die inzwischen wieder konsolidierte SPD angetreten war.

### Nach der Abwahl
Am 12. Oktober 1986 und am 14. Oktober 1990 wurde Erich Kiesl abermals in den Bayerischen Landtag gewählt.
Kiesl forderte 1986 als erster CSU-Politiker eine „Denkpause“ in der Auseinandersetzung um die geplante nukleare Wiederaufarbeitungsanlage Wackersdorf. Die „geradezu existentielle Angst“ der Bürger könne nach Tschernobyl „nicht einfach wegdiskutiert werden“.
Erich Kiesl geriet wieder wegen zwielichtiger Grundstücksgeschäfte ins Gerede. Als „Münchner Gruppe“ wurde er gemeinsam mit weiteren CSU-Politikern, wie dem ehemaligen Bundestagsabgeordneten Hermann Fellner und dem früheren Bonner Staatssekretär Rudolf Krause, bekannt. Kiesl kaufte 1989 ein Gelände in Lohhof für 6,5 Millionen Mark, das für 24,3 Millionen weiterveräußert wurde. Der später zu einer Haftstrafe verurteilte Finanzjongleur Eckehard Höhn verschob den Erlös zur Geldwäsche teilweise ins Ausland und zahlte im sogenannten „Kick-back-Verfahren“ je 250.000 Mark an Kiesl und seinen Anwaltssozius zurück. Initiator des Geschäfts soll der später ermordete Bauunternehmer Erich Kaufmann gewesen sein.
Beim sogenannten „Treuhand-Prozess“, wurde Erich Kiesl der Falschaussage überführt. Er hatte bestritten, am Fiskus vorbei eine Provision von 250.000 DM für die Privatisierung einer ehemaligen DDR-Außenhandelsgesellschaft erhalten zu haben. Dabei war die Berliner Treuhandanstalt um etwa 20 Millionen DM geprellt worden. Das Urteil im Treuhand-Prozess stellte fest, dass Kiesl zu den Nutznießern des Schwindels gehörte. Seine Braunschweiger Firma TLS hatte mehrere Millionen Mark zu Unrecht kassiert. Kiesl erweckte jedoch vor Gericht den Eindruck, seine Firma stehe vor dem Konkurs und könne daher nur die Hälfte des Geldes an die Treuhand zurückzahlen. Dabei handelte es sich um eine Summe von 2 Millionen Mark. Vorausschauend hatte Kiesl allerdings zuvor ein TLS-Grundstück im Wert von 15 Millionen DM auf eine Tochtergesellschaft übertragen.
Am 20. Januar 1998 begann in München der immer wieder verschobene Prozess gegen Erich Kiesl. Die Staatsanwaltschaft warf ihm neben uneidlicher Falschaussage und Steuerhinterziehung vor, Vermögenswerte einer von ihm als Rechtsanwalt betreuten Firma zu Lasten der Treuhandanstalt verschoben zu haben. Zuvor, am 11. Januar 1998, hatte Kiesl für einen Skandal gesorgt. Als ihn ein Gerichtsvollzieher mit Polizeibeamten aufsuchte, um einen vollstreckungsrechtlichen Haftbefehl zur Abgabe des „Offenbarungseides“ gegen ihn zu vollziehen, verlor er die Beherrschung, beschimpfte die Beamten, drohte ihnen, sie „mit einem Messer abzustechen, und konnte nur mit Mühe daran gehindert werden, eine Flasche nach ihnen zu werfen. Dann bekam Kiesl Herzschmerzen, verlangte nach dem Notarzt und wurde in die Klinik eingeliefert.“ Erich Kiesl wurde im Mai 1998 vom Landgericht München I zu einer 20-monatigen Haftstrafe auf Bewährung und 45.000 DM Geldbuße verurteilt. Im Juli 1999 hob der Bundesgerichtshof das Urteil jedoch teilweise auf und verwies es zur Neuverhandlung zurück an das Landgericht. Die Bewährungsstrafe wurde schließlich auf neun Monate reduziert.

## Familie und Privates
Erich Kiesl heiratete 1959 Edigna Hilpoltsteiner und wurde Vater von fünf Kindern.
Rupert Kiesl war seit 1990 Vorsitzender des Münchner CSU-Ortsverbandes 29b (Denning/Daglfing) und war Ende 2002 vorübergehend als möglicher Nachfolger für den damals von einer Affäre belasteten Bogenhausener Landtagsabgeordneten Thomas Zimmermann im Gespräch, trat aber letztlich nicht zur Nominierung an.

## Auszeichnungen und Mitgliedschaften
1973 erhielt Kiesl das Verdienstkreuz am Bande der Bundesrepublik Deutschland, 1978 das Große Verdienstkreuz, 1983 den Ehrenring der Münchner Philharmoniker und 1984 den Maximilian-Graf-Montgelas-Preis. Er wurde auch mit dem Bayerischen Verdienstorden ausgezeichnet.
In den 1970er Jahren amtierte er als Präsident des Bayerischen Turnverbandes und als Vizepräsident des Bayerischen Landessportverbandes. In den 1980er Jahren war Kiesl Vorsitzender der Stiftung Deutsches Hilfswerk (ARD-Fernsehlotterie: „Ein Platz an der Sonne“). Des Weiteren war Kiesl Ehrenvorsitzender der Münchner CSU.

### FC Bayern München
Kiesl war seit den 1960er Jahren ein Vereinsmitglied des FC Bayern München. Er entwickelte sich zu einem prägenden Vereinsmitglied des FC Bayern, zwischen 1973 und 1991 war er Vorsitzender des Verwaltungsbeirats des FC Bayern München e. V., danach ab 1992 Ehrenvorsitzender des Verwaltungsbeirats. In den 1970er Jahren gewährte er als Staatssekretär des bayerischen Innenministeriums dem Verein politischen Begleitschutz, womit der Verein die Zollkontrollen am Münchner Flughafen problemlos passieren konnten, auch laut Der Spiegel als amtierender Oberbürgermeister für den Verein großzügige Steuer-Nachlässe gewährte.

## Zitat
- „I mog d’Leit und d’Leit mögn mi.“ (Erich Kiesl über sich selbst[22])